# William Rehnquist
William Hubbs Rehnquist (1 de octubre de 1924 - 3 de septiembre de 2005) fue un abogado estadounidense, jurista y figura política, quien desempeñó como Juez Asociado de la Corte Suprema de los Estados Unidos y luego como Juez Presidente de la Corte Suprema. Adepto al federalismo, Rehnquist estaba a favor de dar mayor poder a los estados de la unión. Entre su legado se cuenta la primera aplicación de un límite al poder del Congreso de los Estados Unidos fundado la Cláusula de Comercio ("Commerce Clause") de la Constitución de los Estados Unidos, desde la década de 1930.
Rehnquist creció en Milwaukee, Wisconsin. Sirvió en la Fuerza Aérea de los Estados Unidos durante los últimos años de la Segunda Guerra Mundial. Al finalizar la guerra en 1945, estudió ciencias políticas en la Universidad de Stanford y la Universidad de Harvard, luego se graduó de la Facultad de Derecho de Stanford. Trabajó como asistente del Juez de la Corte Suprema Robert H. Jackson de 1952 a 1953, y luego ejerció como abogado privado en Phoenix, Arizona. Se desempeñó como asesor legal del candidato presidencial republicano Barry Goldwater en la elección de 1964, posteriormente en 1969 el presidente Richard Nixon lo nombró fiscal general adjunto de los Estados Unidos. En 1971, Nixon nominó a Rehnquist a la Corte Suprema para suceder al juez asociado John Marshall Harlan II, siendo confirmado por el Senado de los Estados Unidos ese año. Rehnquist se distinguió rápidamente como el miembro más conservador de la Corte de Burger. Ya en 1986, el presidente Ronald Reagan nominó a Rehnquist para suceder al Presidente de la Corte Suprema Warren Burger, siendo confirmado por el Senado.
Rehnquist se desempeñó como Presidente de la Suprema Corte durante casi 19 años, lo que lo convirtió en el cuarto jefe más antiguo y el octavo juez más antiguo del alto tribunal. Se convirtió en un líder intelectual y social durante su mandato como presidente, ganándose el respeto incluso de los jueces que frecuentemente se oponían a sus decisiones. Aunque siguió siendo miembro y pilar del ala conservadora de la corte, los jueces asociados Antonin Scalia y Clarence Thomas a menudo se consideraban más conservadores. Como presidente de la Corte Suprema, Rehnquist presidió el proceso de destitución del presidente Bill Clinton.
Rehnquist escribió las opiniones mayoritarias Estados Unidos v. López (1958) y Estados Unidos v. Morrison (2000), sosteniendo en ambos casos, con apoyo de la mayoría de la corte (fallo 5-4), que el Congreso de los Estados Unidos se había excedido en su poder para legislar bajo la Cláusula de Comercio. Se opuso a Roe v. Wade y continuó argumentando posteriormente que Roe se había decidido incorrectamente, como en el histórico caso Parenthood v. Casey. En Bush v. Gore, votó con la mayoría de la corte para poner fin al recuento de Florida en las elecciones presidenciales del año 2000.
- Datos: Q311562
- Multimedia: William Rehnquist / Q311562